# Justice prisoner and alien transportation system
La justice prisoner and alien transportation system (abrégé en JPATS), surnommée « con air », est une compagnie aérienne du gouvernement fédéral des États-Unis créée en 1995 et chargée de transporter des détenus d'une prison à l'autre, situées dans des États différents.
Elle est basée sur l'Aéroport Will Rogers-World a Oklahoma City.
Le code OACI de la compagnie est DOJ.

## Historique
En 1995, les flottes aériennes du Marshals Service et du Bureau of Immigration and Customs Enforcement (ICE) ont fusionné pour créer le Justice Prisoner and Alien Transportation System (JPATS). Elle s'occupe de transport des prisonniers et des étrangers criminels. Géré par le Marshals Service, le JPATS est l'un des plus grands transporteurs de prisonniers au monde traitant chaque jour environ 715 demandes de transfert de prisonniers entre les districts judiciaires, les établissements correctionnels aux États-Unis et les pays étrangers.

## Flotte

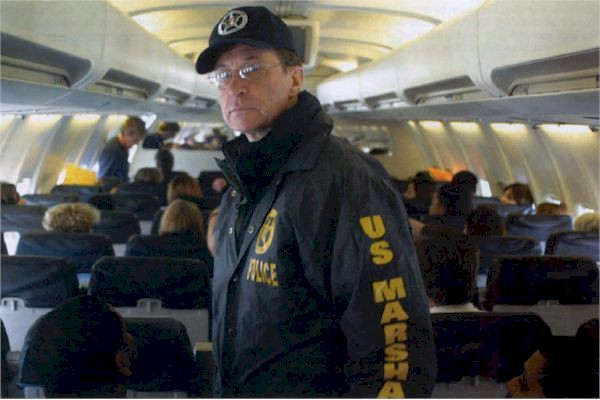
Un marshal en service pendant un vol de la JPATS

En 2020, elle dispose entre autres de deux Boeing 737-400 de seconde main livrés en septembre et octobre 2013.

## Dans la fiction
Le film Les Ailes de l'enfer se déroule dans l'univers de la JPATS.